# Dear☆Stageへようこそ・〜武道館LIVE記念限定盤〜
「Dear☆Stageへようこそ♡〜武道館LIVE記念限定盤〜」（ディアステージへようこそ ぶどうかんライブきねんげんていばん）は、でんぱ組.incの楽曲。同グループ10枚目のシングルとして2014年5月14日にMEME TOKYOから発売された。

## 概要
前作「サクラあっぱれーしょん」より約2か月ぶりとなる、でんぱ組.incの2014年第2弾シングル。 
2014年5月6日に行われたでんぱ組.inc初の日本武道館ワンマンライブ「ワールドワイド☆でんぱツアー2014 in 日本武道館 〜夢で終わらんよっ！〜」を記念して製作されたもので、自身のグループ名（でんぱ）に合わせて1万8000枚の完全限定生産での発売となる。

公式サイトなどには表記がなかったが、武道館公演のグッズなどにあしらわれた公演ロゴでは「ワールドワイド☆でんぱツアー2014 in 日本武道館 夢で終わらんよっ！ 〜Dear☆Stageへようこそ♡〜」と表記されており、この楽曲が武道館公演のリードトラックとなることが示されていた。
表題曲「Dear☆Stageへようこそ♡」はでんぱ組.incの原点である、秋葉原ディアステージを舞台に展開されるミュージカル調のナンバーに仕上がっており、「サクラあっぱれーしょん(夢眠ねむ盤)」のc/wで夢眠ねむのソロ曲を担当した清竜人が担当している。

俳優の田中恵久が曲中の台詞を担当している。
田中と称する人生に疲れた男がひょんなことからディアステージを訪れ……といったストーリーのモノローグから楽曲がはじまり、全編にわたり田中の台詞が随所に挿入されている。歌詞カードにはすべての台詞が記載されており、これまで曲中にSE的にメンバー以外の声が挿入されることはあったが、歌詞カードに記載があり尚且つ全編を通してメンバー以外の声が入っているのは初の試み。ライブでは田中の声は録音した音源が流され、眼鏡を模した小道具を使いメンバーが入れ替わり立ち代わり田中を演じるという振り付けで披露される。
冒頭部分の店内の音声は清竜人が実際に秋葉原ディアステージに足を運び録音したもの。他のグループ名が店内の会話の中で出ていたことなどからもふくちゃんはNGを出し録り直しを要求したが、清竜人は「これでいく」と譲らなかったという。
現メンバーになってから(「Future Diver以降」)のシングル表題曲の中で唯一MVが存在しない。
日本武道館公演の際、この曲の冒頭に流れていたオープニング映像の中のライブシーン(モノクロの映像の中でいくつものサイリウムが掲げられている箇所)は、撮影日当日に行われていたでんぱ組.incのイベントの観客に協力を呼びかけ、秋葉原ディアステージに移動して撮影が行われた。
ライブでの披露やラジオで放送する際、楽曲前後のモノローグがカットされることがある。
カップリング曲の「まもなく、でんぱ組.incが離陸致します♡」は表題曲同様清竜人の作詞・作曲による作品。編曲はMOSAIC.WAVが手掛けており、チップチューンを主体としたゲームミュージック風の楽曲となっている。リリース当時のインタビューでプロデューサーのもふくちゃんは、デビュー当時からMOSAIC.WAVに楽曲製作を何度か依頼していたものの断られ続けていたことを明かし、同曲について感無量であると語っている。
上述の日本武道館公演において、ライブ終了時のエンディング映像(スタッフロール)のBGMに使用されるという形でお披露目された。ライブでは日比谷野外音楽堂にて妄想キャリブレーションと合同で行われた同作のリリースイベントが初のパフォーマンスの場となった。また、この曲のダンスは特徴的であり、早口パートの部分ではメンバーが3人ずつに分かれて歌うといった要素も含まれている。
「W.W.D大冒険ツアー」のエンドロールで使用された専用のインストゥルメンタルバージョンが存在する。歌メロ部分がチップチューンに置き換えられており、また曲の構成も原曲とは異なっている。
ディスクジャケットは初期のでんぱ組.incでアートワークを作成していたファンタジスタ歌磨呂が再び担当することになり、メンバーを描いたイラストがPOPなテキスタイルデザインで表現されている。
発売に先駆け、「Dear☆Stageへようこそ♡」が4月23日よりiTunes Store、レコチョクにて先行配信されている。
5月26日付けのオリコン週間シングルランキング（集計期間：5月12日〜18日）で初登場9位を記録した。シングルは5作連続（通算5作）のTOP10入りとなった。

## 収録曲
| #  | タイトル                                               | 作詞   | 作曲   | 編曲       | 時間 |
| -- | ------------------------------------------------------ | ------ | ------ | ---------- | ---- |
| 1. | 「Dear☆Stageへようこそ♡」                              | 清竜人 | 清竜人 | 清竜人     | 7:51 |
| 2. | 「まもなく、でんぱ組.incが離陸致します♡」              | 清竜人 | 清竜人 | MOSAIC.WAV | 3:53 |
| 3. | 「Dear☆Stageへようこそ♡（Off vocal）」                 |        |        |            | 7:50 |
| 4. | 「まもなく、でんぱ組.incが離陸致します♡（Off vocal）」 |        |        |            | 3:53 |